# ラビカナ街道

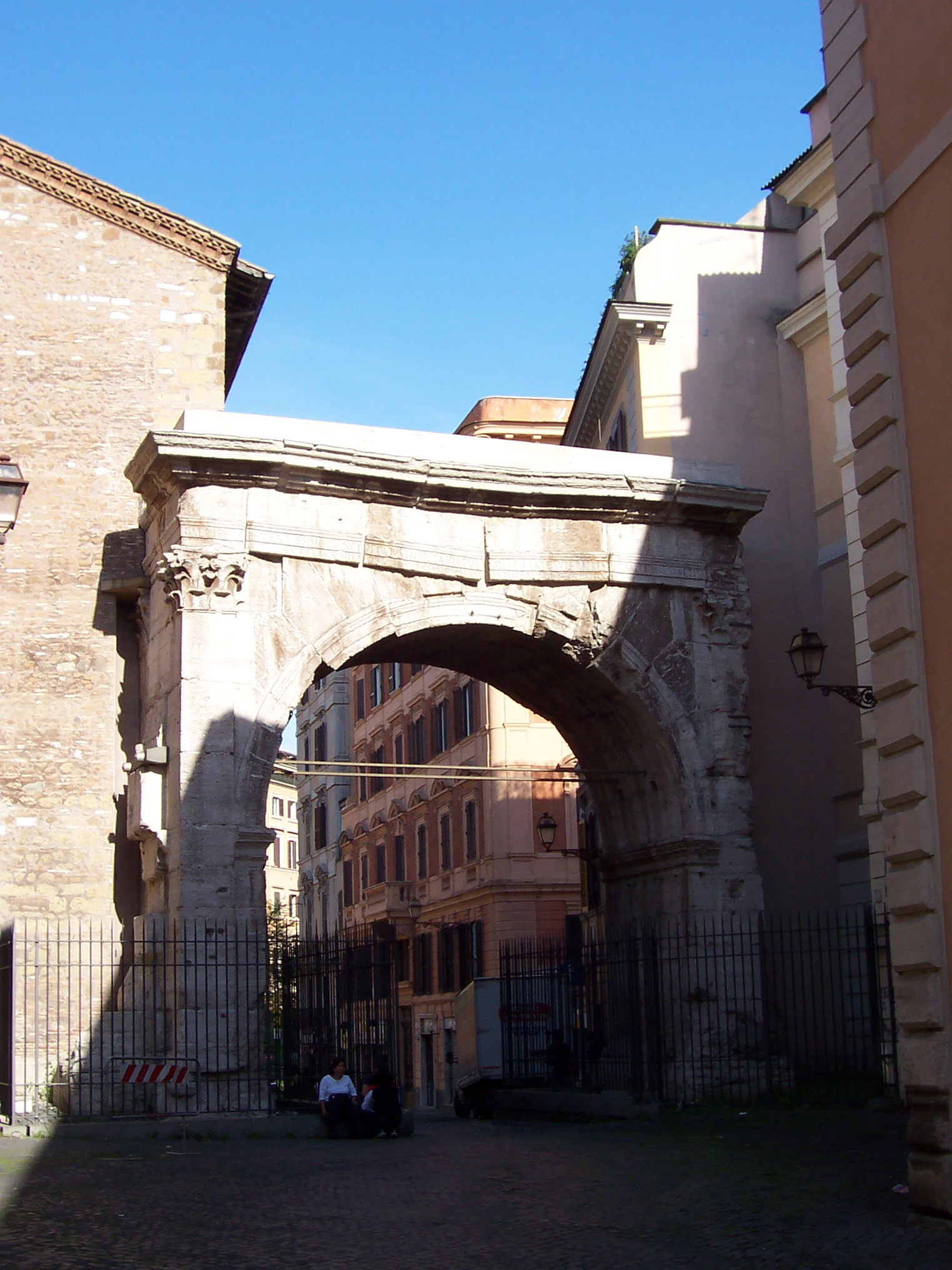
ガッリエヌスの門は、セルウィウス城壁のエスクイリーナ門だった。ラビカナ街道の起点である。

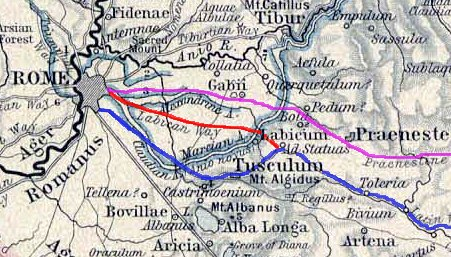
ラビカナ街道（赤）。ちなみに青はラティーナ街道、紫はプラエネスティーナ街道。

ラビカナ街道（Via Labicana）はイタリアの古代ローマ街道の1つで、ローマから東南東に延びている。街道は当初トゥスクルムまでだったが、後にLabici（現在のモンテ・コンパトリ付近）まで延長されたと見られている。ローマから南東に向かう街道は他にラティーナ街道があったが、合流地点（Ad Bivium または Compitum Anagninum）までの道のりがどちらもほぼ同じで、ラビカナ街道はアルギドゥス山を避けて通るため、ラティーナ街道よりも高低差が小さく、ラティーナ街道より好んで使われた可能性がある。合流した後の街道はラビカナ街道ではなくラティーナ街道と呼ばれた。ローマを出て最初の6マイルの経路には対応する現在の道路がないが、舗装と両側の建物が残っているため、容易にたどることができる。
ラビカナ街道でローマに入る場合、アウレリアヌス城壁はプラエネスティーナ門（現 マッジョーレ門）から入り、セルウィウス城壁はエスクイリーナ門から入った。エスクイリーナ門は後にガッリエヌスがアーチで装飾を施した。ローマに近い部分の街道は、今ではカシリーナ通りと呼ばれている。この街道沿いにあったリウィア・ドルシッラのヴィッラの遺跡から最高神祇官の格好をしたアウグストゥスの像が出土しており（ラビカナ街道のアウグストゥス）、現在はローマ国立博物館にある。ローマ皇帝ディディウス・ユリアヌスは193年に処刑された後、ラビカナ街道の5番目のマイルストーンの下に埋葬された。